# 하시즈메 준
하시즈메 준(일본어: 橋爪淳, 1960년 10월 13일 ~ )는 일본의 배우이다.
니혼대학 도요야마고등학교, 니혼대학교 예술학부를 졸업하였다.

## 출연 작품
- 부스지마 유리코의 적나라한 일기 (2016)
- 미토코몬 제38부 (2008)
- 세일러복과 기관총 (2006)
- 미토코몬 제35부 (2005)
- 미토코몬 제34부 (2005)
- 망국의 이지스 (2005)
- 불렛 트레인 스토리 (2004)
- 고질라 - 파이널 워즈 (2004)
- 미토코몬 제29부 (2001)
- 고질라 22 - 고질라 대 우주 고질라 (1994)
- 사사메유키 (1983)

## 같이 보기
- 사와구치 야스코